# Gunborg Rålamb
Gunborg Rålamb, född 19 september 1865 i Västra Ryds församling, Uppsala län, död 17 april 1943 i Engelbrekts församling, Stockholms stad, var en svensk hovfröken.

## Biografi
Rålamb föddes 1865 på Granhammars slott i Västra Ryds socken. Hon var dotter till Erik Axel Rålamb och Ottilia Adelborg. Rålamb blev 5 februari 1900 hovfröken hos drottning Sofia av Nassau. Hon tilldelades 6 juni 1907 Konung Oscar II:s och Drottning Sofias guldbröllopsminnestecken och 16 juni 1928 Konung Gustaf V:s jubileumsminnestecken. Rålamb avled 1943 i Stockholm.